# Liste der Kulturgüter in Hüttwilen
Die Liste der Kulturgüter in Hüttwilen enthält alle Objekte in der Gemeinde Hüttwilen im Kanton Thurgau, die gemäss der Haager Konvention zum Schutz von Kulturgut bei bewaffneten Konflikten, dem Bundesgesetz vom 20. Juni 2014 über den Schutz der Kulturgüter bei bewaffneten Konflikten sowie der Verordnung vom 29. Oktober 2014 über den Schutz der Kulturgüter bei bewaffneten Konflikten unter Schutz stehen.
Objekte der Kategorien A und B sind vollständig in der Liste enthalten, Objekte der Kategorie C fehlen zurzeit (Stand: 1. Januar 2023).

## Kulturgüter
| Foto | | Objekt                                                        | Kat. | Typ | Standort                                     | Beschreibung                                                                 |
| ---- | --- | ------------------------------------------------------------- | ---- | --- | -------------------------------------------- | ---------------------------------------------------------------------------- |
| ja   | Datei hochladen · Wikidata zu Ehemaliges Zisterzienserinnenkloster (Q28000722)                          | Ehemaliges Zisterzienserinnenkloster KGS-Nr.: 05073           | A    | G   | Kalchrain 709088 / 274385                    |                                                                              |
| ja   | Datei hochladen · Wikidata zu Horn / Inseli, Üerschhausen, prähistorische Seeufersiedlungen (Q29526782) | Horn/Inseli (prähistorische Seeufersiedlungen) KGS-Nr.: 05184 | A    | F   | Uerschhausen 703503 / 274704                 | Bestandteil des UNESCO-Welterbes «Prähistorische Pfahlbauten um die Alpen».  |
| ja   | Datei hochladen · Wikidata zu Gasthaus Sonne (Q29883087)                                                | Gasthaus Sonne KGS-Nr.: 05071                                 | B    | G   | Hauptstrasse 20 707685 / 273900              |                                                                              |
| ja   | Datei hochladen · Wikidata zu Katholische Kirche St. Franziskus (Q28500828)                             | Katholische Kirche St. Franziskus KGS-Nr.: 05072              | B    | G   | Dorfstrasse 18.1, 18.2 707876 / 274136       |                                                                              |
| ja   | Datei hochladen · Wikidata zu Wohnhaus Neumühle mit Waschhaus (Q29883104)                               | Wohnhaus Neumühle mit Waschhaus KGS-Nr.: 05074                | B    | G   | Neumühle 3, 6 708601 / 273164                |                                                                              |
| ja   | Datei hochladen · Wikidata zu Stutheien, römischer Gutshof (Q29883098)                                  | Römischer Gutshof Stutheien KGS-Nr.: 05075                    | B    | F   | Stutheien 706360 / 274680                    |                                                                              |
| ja   | Datei hochladen · Wikidata zu Villa Katharinenberg (Q29883101)                                          | Villa Katharinenberg KGS-Nr.: 05126                           | B    | G   | Nussbaumen, Uf Bürgle 14 704623 / 275712     | Herrschaftliche Villa von 1894/95.                                           |
| ja   | Datei hochladen · Wikidata zu Gut Klösterli / St. Bläsi (Q29883089)                                     | Gut Klösterli / St. Bläsi KGS-Nr.: 05127                      | B    | G   | Nussbaumen, Im Chloster 5–9 704299 / 275783  | Ehemaliges Gutshaus aus dem 17./18. Jahrhundert.                             |
| ja   | Datei hochladen · Wikidata zu Reformierte Kirche (Q29883096)                                            | Evangelische Kirche Nussbaumen KGS-Nr.: 05128                 | B    | G   | Nussbaumen, Dorfstrasse 26.1 704531 / 276084 | Die Wandmalereien im Westteil stammen aus dem 14. Jahrhundert.               |
| ja   | Datei hochladen · Wikidata zu Schloss Steinegg (Q2243598)                                               | Schloss Steinegg KGS-Nr.: 05129                               | B    | G   | Steinegg 1, 1.10 706540 / 275190             |                                                                              |
| ja   | Datei hochladen · Wikidata zu Burg Helfenberg (Q1012279)                                                | Helfenberg, Burgruine KGS-Nr.: 05185                          | B    | F   | Helfenberg 704950 / 274300                   |                                                                              |
| BW   | Datei hochladen · Wikidata zu Wohnhaus (Q134484356)                                                     | Wohnhaus KGS-Nr.: 05196                                       | B    | G   | Im Zälgli 1 706549 / 275353                  |                                                                              |
| ja   | Datei hochladen · Wikidata zu Bauernhaus Guggenhüsli (Q29883081)                                        | Bauernhaus Guggenhüsli KGS-Nr.: 11005                         | B    | G   | Guggehüslistrasse 10 707943 / 274606         |                                                                              |
| ja   | Datei hochladen · Wikidata zu Wohnhaus (Q29883102)                                                      | Wohnhaus KGS-Nr.: 11006                                       | B    | G   | Nussbaumen, Dorfstrasse 8 704502 / 275855    |                                                                              |
| ja   | Datei hochladen · Wikidata zu Ehemaliges Gasthaus Zur alten Sonne (Q29883084)                           | Ehemaliges Gasthaus Zur alten Sonne KGS-Nr.: 13743            | B    | G   | Zehntenstrasse 8, 8a 707585 / 273850         |                                                                              |
| ja   | Datei hochladen · Wikidata zu Wohnhaus Zum Kehlhof (Q29883105)                                          | Wohnhaus Zum Kehlhof KGS-Nr.: 13744                           | B    | G   | Hauptstrasse 9 707662 / 273883               |                                                                              |
| ja   | Datei hochladen · Wikidata zu Katholisches Pfarrhaus (Q29883092)                                        | Katholisches Pfarrhaus KGS-Nr.: 13745                         | B    | G   | Dorfstrasse 18 707839 / 274143               |                                                                              |
| ja   | Datei hochladen · Wikidata zu Ehemalige Mühle beim Gut Klösterli / St. Bläsi (Q29883082)                | Ehemalige Mühle beim Gut Klösterli / St. Bläsi KGS-Nr.: 13746 | B    | G   | Nussbaumen, Im Chloster 1 704343 / 275792    |                                                                              |
| ja   | Datei hochladen · Wikidata zu Ehemaliges Schulhaus (Q29883086)                                          | Ehemaliges Schulhaus KGS-Nr.: 13747                           | B    | G   | Nussbaumen, Dorfstrasse 9 704465 / 275861    | Ehemaliges Schulhaus, 1790 in Form eines traditionellen Bauernhauses erbaut. |